# بيراج موهان داس غوبتا
بيراج موهان داس غوبتا (بالبنغالية: বিরাজ মোহন দাশগুপ্ত)‏‏ (1889 - 1945) عالم طفيليات بنغالي، يُعرف لاكتشافه مع روبرت نولس لنوعٍ من جنس المتصورة يُعرف باسم المتصورة النولسية.